# لیپنیتسا (استان اشوی‌داشکسیه)
لیپنیتسا (به لهستانی: Lipnica) یک منطقهٔ مسکونی در لهستان است که در گمینا ماووگوشچ واقع شده‌است. لیپنیتسا ۳۱۵ نفر جمعیت دارد.